# Мумија (филм из 1911)
Мумија (енгл. The Mummy) амерички је црно-бели неми хорор филм из 1911. године, са Вилијамом Гарвудом и Харијем Бенамом у главним улогама. Филм прати младог бизнисмена, који купује мумију египатске принцезе. Мумију оживљава струја и она се заљубљује у Џека, међутим пошто је он одбије, она одлучује да га мумифицира живог.
Филм је премијерно приказан 7. марта 1911. године, у дистрибуцији продуцентске куће Motion Picture Distributing and Sales Company. Познато је да је имао позитивне оцене критичара. Данас се сматра изгубљеним.

## Радња
Оригинални синопсис је објавио филмски журнал Moving Picture World. Професор Дикс је стекао светску славу као истакнути научник, који је сакупио бројне објекте из времена Старог Египта. Џек Торнтон, млади бизнисмен, наизглед показује интересовање за предмете у кући професора Дикса, иако је заправо заинтересован за његову ћерку. У покушају да задиви професора својим познавањем египтологије, Џек купује мумију египатске принцезе.
Ствари крећу по злу када струја оживи мумију.

## Улоге
| Глумац         | Улога         |
| -------------- | ------------- |
| Вилијам Гарвуд | Џек Торнтон   |
| Хари Бенам     | професор Дикс |